# Кубок наций среди юниорок UCI
Кубка наций среди юниорок UCI (англ. UCI Women Junior Nations’ Cup или фр. UCI Coupe des Nations Femmes Juniors) — сезонное соревнование по шоссейному велоспорту, которое проводится с 2017 года.

## История
Кубок был создан в 2016 году спустя почти 10 лет после аналогичного мужского Кубка. Он предназначен для гонщиц в возрасте от 17 до 18 лет. Участие в нём могут принимать как клубные так и национальные команды (сборные).
Календарь включает однодневные и многодневные гонки (на конец 2023 года все они проходили только в Европе) количество которых может меняться каждый год. В среднем календарь состоит из 5 или 6 гонок которые имеют категорию .Ncup. Помимо них также в итоговом рейтинге учитываются мировой и континентальные чемпионаты в групповой и индивидуальной гонках.
По итогам сезона определяется только один зачёт — национальный. Первые пять лучших стран по итогам сезона могут заявить дополнительную гонщицу на групповую шоссейную гонку чемпионата мира.

## Регламент
Участие в кубке могут принимать национальные (сборные) и смешанные клубные и региональные
команды из гонщиц в возрасте от 17 до 18 лет включительно. В команде на гонке (кроме мирового и континентальных чемпионатов) должно быть от 4 до 6 гонщиц.
По итогам каждой гонки или этапа гонщицы получают очки в зависимости от занятого места, но в национальный зачёт идёт только лучший результат от каждой страны. Если две и больше страны имеют равные очки, то выше будет классифицироваться страна гонщицы которой заняли больше первых мест, затем вторых, третьих и так далее мест.
| Гонки / Место              | 1  | 2  | 3  | 4  | 5  | 6  | 7  | 8  | 9  | 10 | 11 | 12 | 13 | 14 | 15 | 16 | 17 | 18 | 19 | 20 |
| -------------------------- | -- | -- | -- | -- | -- | -- | -- | -- | -- | -- | -- | -- | -- | -- | -- | -- | -- | -- | -- | -- |
| Однодневные гонки          | 20 | 17 | 15 | 13 | 11 | 10 | 9  | 8  | 7  | 6  | 5  | 4  | 3  | 2  | 1  |    |    |    |    |    |
| Многодневные гонки         | 30 | 25 | 20 | 17 | 16 | 15 | 14 | 13 | 12 | 11 | 10 | 9  | 8  | 7  | 6  | 5  | 4  | 3  | 2  | 1  |
| Этап многодневки           | 6  | 5  | 4  | 3  | 2  | 1  |    |    |    |    |    |    |    |    |    |    |    |    |    |    |
| Чемпионат Европы           | 10 | 8  | 6  | 5  | 4  | 3  | 2  | 1  |    |    |    |    |    |    |    |    |    |    |    |    |
| Континентальные чемпионаты | 8  | 5  | 3  | 2  | 1  |    |    |    |    |    |    |    |    |    |    |    |    |    |    |    |

## Гонки
В разные годы в календарь Кубка входили следующие гонки: 

| - Альбштадт-Фрауэн-Этаппенреннен - Бискайколореак - Гент — Вевельгем U19 - Омлоп ван Борселе U19 - Пикколо Трофео Альфредо Бинды - Тур Жеводан Окситании U19 - Уотерсли Ледис Челлендж - Хэлфи Агинг Тур U19 | - Чемпионат мира - Чемпионат Азии - Чемпионат Африки - Чемпионат Европы - Чемпионат Океании - Чемпионат Панамерики |

## Результаты
| Год  | Победитель     | Второй         | Третий         |
| ---- | -------------- | -------------- | -------------- |
| 2016 | Нидерланды     | Италия         | Франция        |
| 2017 | Нидерланды     | Великобритания | Италия         |
| 2018 | Нидерланды     | Великобритания | Франция        |
| 2019 | Нидерланды     | Великобритания | США            |
| 2020 | Испания        | Франция        | Италия         |
| 2021 | Нидерланды     | Германия       | Великобритания |
| 2022 | Великобритания | Нидерланды     | Франция        |
| 2023 | Великобритания | Италия         | Франция        |